# 諾諾烏蒂環礁

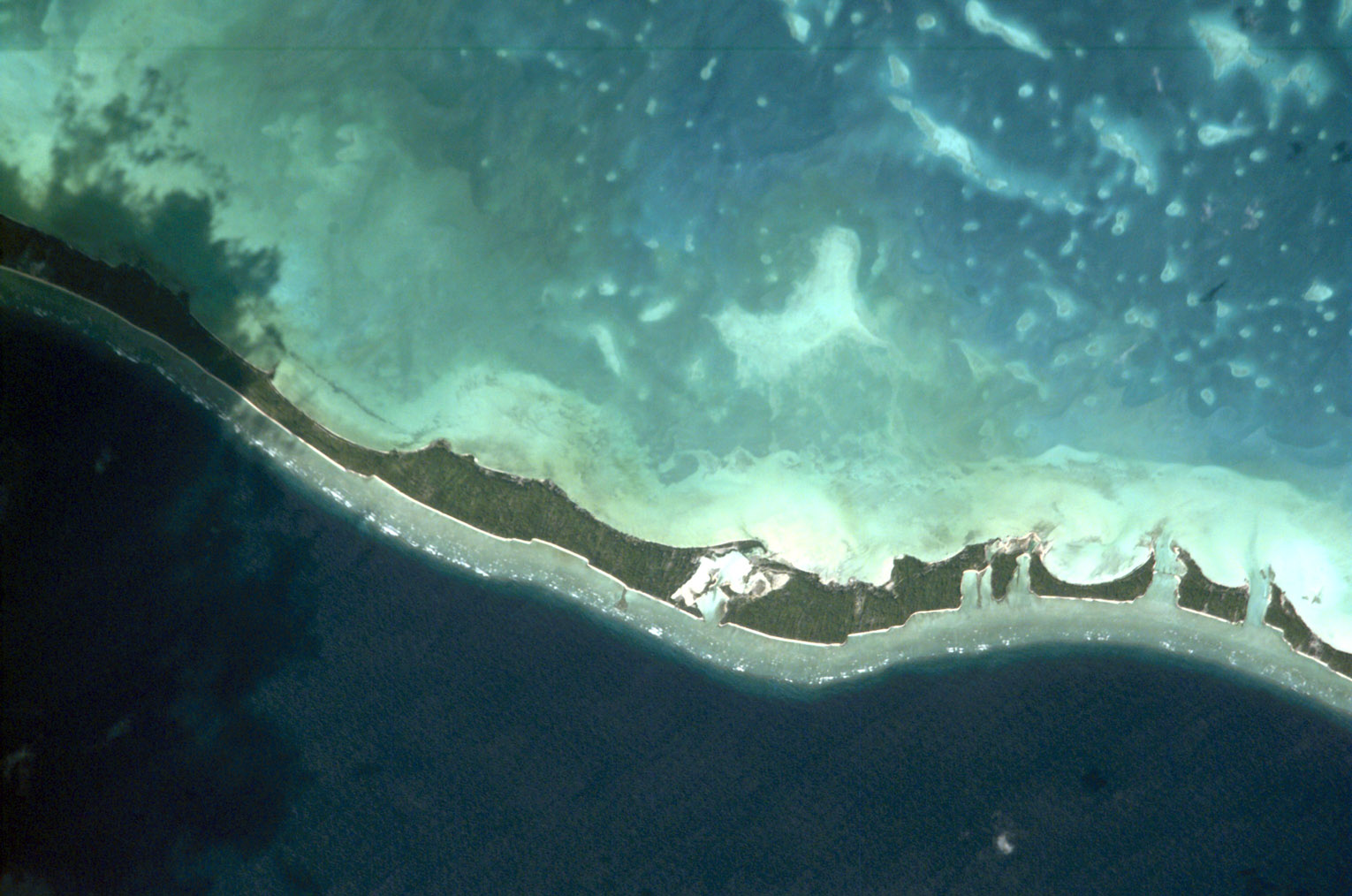

諾諾烏蒂環礁（Nonouti）是太平洋島國基里巴斯的環礁，屬於吉爾伯特群島的一部分，位於赤道以南，長35公里、寬15公里，面積28.2平方公里，2002年人口2,303。
0°37′S 174°22′E / 0.617°S 174.367°E